# Чеченский язык

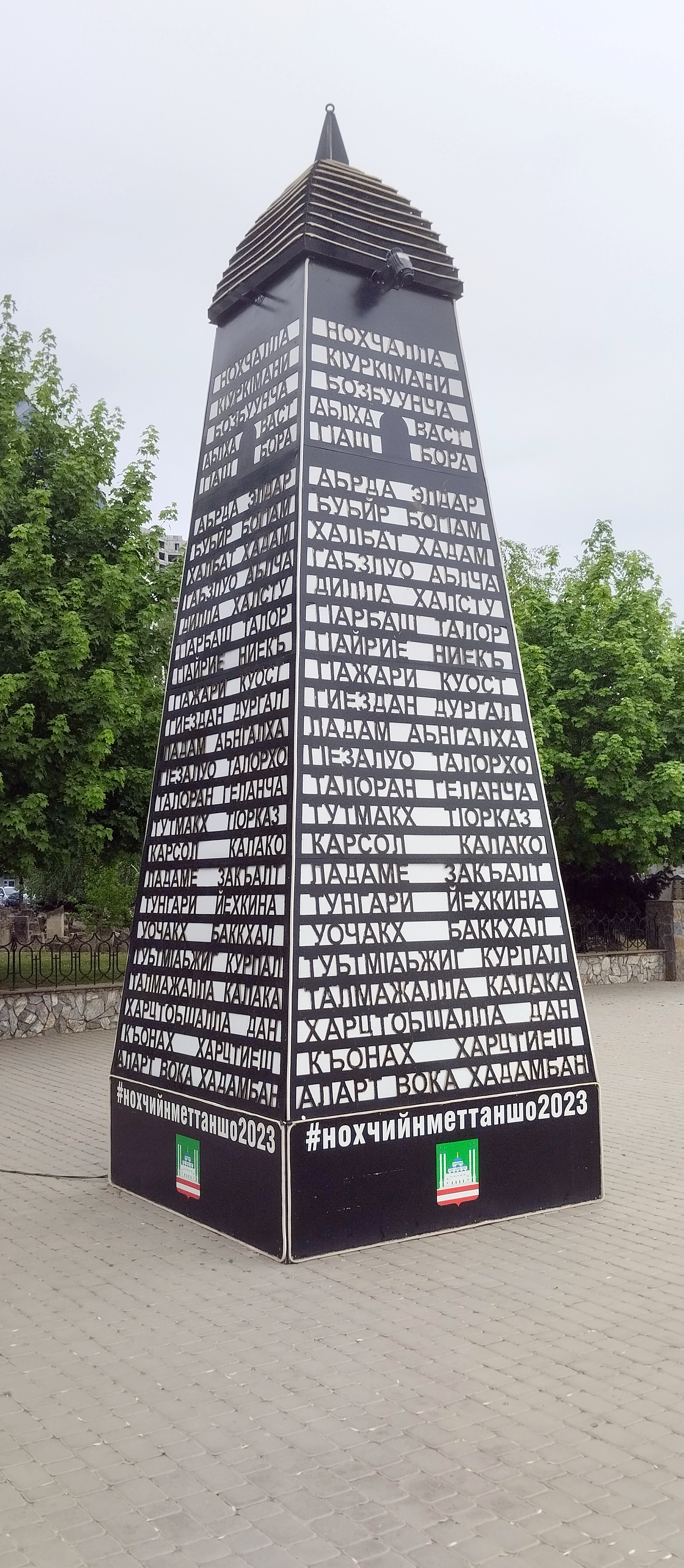
Стилизованное изображение чеченской башни, установленное на центральной площади Грозного по случаю объявления 2023 года годом чеченского языка.

Чече́нский язы́к (самоназвание — нохчийн мотт, noxçiyn mott) — язык чеченцев, является одним из государственных языков в Чеченской Республике и Дагестане.
Для записи языка используется кириллица, хотя в 1925—1938 годах использовалась письменность на основе латиницы.
Чеченский язык распространён в Чеченской Республике, Ингушетии, Хасавюртовском, Новолакском, Казбековском, Бабаюртовском, Кизилюртовском районах Республики Дагестан, в Моздокском районе Северной Осетии, в некоторых сёлах Ахметского района Грузии, частично в Иордании и т. д. По переписи 2021 года, число говорящих на нём в России составляло 1 493 748 человек.
Чеченский язык занимает третье место по распространённости в России (после русского, татарского). Государственный (наряду с русским) язык Чечни и один из государственных и литературных языков Дагестана.
Чеченский язык входит в состав группы нахско-дагестанских языков, среди которых является самым многочисленным по числу носителей.
На чеченском языке издаются региональные газеты в Чечне («Даймохк», радиогазета «Чечня Свободная» и ряд других) и Дагестане («Нийсо-Дагестан»). В Чечне издаются литературно-художественные журналы «Орга» и «Вайнах».
В конце 2020 года был представлен проект реформирования орфографических правил чеченского языка, представленный Экспертной группой при Главе ЧР по сохранению и развитию чеченского языка. Проект был утверждён Главой Чечни и вступил в силу 1 января следующего года. В конце 2022 года учебники чеченского языка были изменены в соответствии с новыми правилами и внедрены в учебный процесс во всех школах республики.
В Чеченской Республике 2023 год объявлен годом чеченского языка. В республике намерены усилить статус чеченского языка и расширить учебную программу на нём во всех возрастных категориях.
В июне 2024 года Google Переводчик начал поддерживать чеченский язык.

## Распространение
В Чеченской Республике, где чеченцы составляют более 95 % населения, распространён во всех районах и городах.
В Дагестане чеченский язык распространён главным образом в г. Хасав-Юрт и в Хасав-Юртовском районе, в частности в мононациональных чеченских сёлах: Осман-Юрте, Солнечном, Нурадилове, Бамматюрте, Новосельском, Борагангечуве, Покровском, Абдурашиде, Кадыротаре, Адильотаре, Кемси-Юрте, Акбулат-Юрте и др. А также в сёлах Новолакского и Бабаюртовского районов. В Казбековском районе есть два села Ленинаул (Акташ-Аух) и Калининаул (Ширч-Аух) где распространён чеченский язык. В Кизилюртовском районе чеченский язык распространён в селении Чотнтаул.
В Ингушетии имеются анклавы с чеченским населением; наибольшее количество этнических чеченцев проживает в Сунженском и Малгобекском районах Ингушетии, в основном смешанно с ингушами, но также и в чеченских поселениях, крупнейшее из которых — Пседах (6319 жителей). По данным переписи населения 2010 года, из 18 765 проживающих в Ингушетии этнических чеченцев 9210 владеют чеченским языком.
В Грузии родным чеченский язык является главным образом в Панкисском ущелье в сёлах: Дуиси, Джоколо, Баркиани, Халацани, Омало, Дзибахеви, Шуа-Халацани, Цинубани и др.

## Диалекты
Основные диалекты: плоскостной, который лёг в основу литературного языка, аккинский, чеберлоевский, мелхинский, итумкалинский, галанчожский, кистинский. Они распадаются на говоры, между которыми существуют относительно незначительные расхождения.

### Ауховский диалект
Ауховский диалект, также известен как Аккинский диалект (чечен. Ӏовхойн диалект) — диалект чеченского языка. Носители проживают в северной части Дагестана. Носители аккинского (ауховского) диалекта с собственно аккинским и пхарчоевским говорами (есть предположения, что данный говор шароевского происхождения).

### Мелхинский диалект
Примеры фонетических отличий мелхинского диалекта от литературного языка: литер. сецна, мелх. сеца («остановился»); литер. лаьцна, мелх. лаьста («поймал»); литер. эцна, мелх. иста («купил»); литер. дечиг, мелх. дечк («дрова»); литер. хьаж, мелх. хьаьга («лоб»); литер. йоьхь, мелх. лоьхь («кишка, колбаса») и др.

### Итум-Калинский диалект
Примеры фонетических отличий итум-калинского диалекта от литературного: литер. борц, итум-к. борс («просо»); литер. дарц, итум-к. дарс («буря»); литер. лоьху, итум-к. лиеха («ищет»); литер. муохк, итум-к. муорк («земля, страна»); литер. дуохк, итум-к. дуорк («туман»); литер. бурч, итум-к. бурш (перец) и др.

### Галанчожский диалект
Галанчожский диалект является западным диалектом чеченского языка, и является своего рода мостом между чеченским и ингушским языками. Диалект делится на 4 говора: нашхоевский, ламаккинский, терлоевский и мелхинский.

### Шаройский диалект
Носители проживают в юго-восточной части Чеченской Республики в Шаройском районе. Отличия грамматического показателя класса в некоторых личных местоимениях шаройского диалекта от грамматического показателя класса сопоставимых личных местоимений литературного.

### Чеберлоевский диалект
Чеберлоевский диалект чеченского языка имеет свои лексические и фонетические особенности. Чеберлоевское общество, в силу своего географического положения, было до определённого времени довольно изолированным от остальной части чеченцев, проживавших на равнине. В частности, в нём отсутствует умлаут, характерный для литературного языка.

### Кистинский диалект
Кистинский диалект чеченского языка (чечен. кистӀийн диалект) представлен в Ахметовском муниципалитете Грузии. На кистинском диалекте говорят жители селений Дуиси, Джоколо, Омоло, Биркиани, Забахи, Халацани и других селений, расположенных на берегу реки Алазани, в Панкисском ущелье Грузии, которое граничит с Чечнёй.

## Письменность

### Средневековье

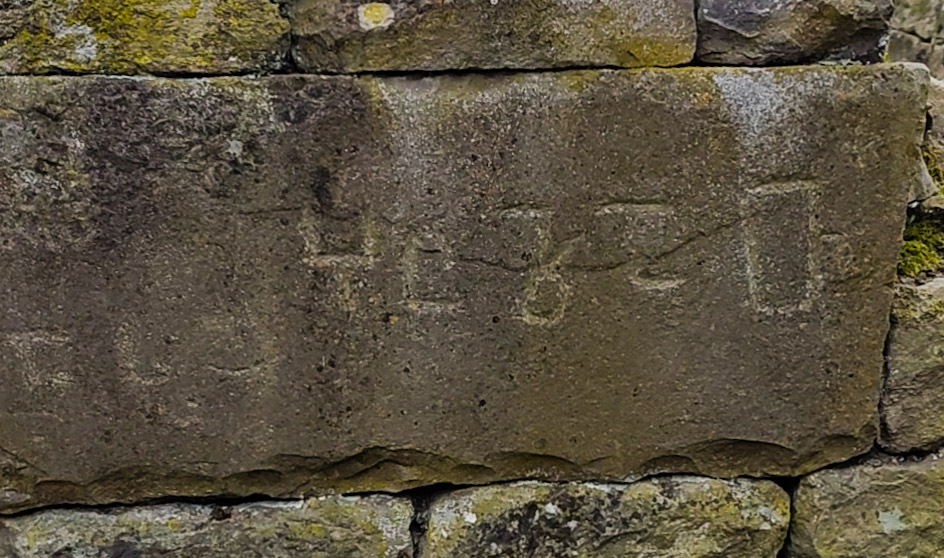
Надпись X века.

На чеченском языке письменность распространилась в Средние века. В Аргунском ущелье находится множество наскальных писем, записанных при помощи асомтаврули, насхури, мхедрули и других алфавитов, распространённых в средневековой Горной Чечне, чаще всего встречаются отдельные слова и имена. В селении Зумсой была найдена фраза (aႱa Ⴤc ႪႠႧ) букв. «Аса кх[а] ц[а] лат[и]», что в переводе с чеченского языка означает «Я очаг не развёл» либо «Я грех не совершил». Наиболее древний текст в Чечне найден в селении Баулой, где на плите вырезано целое предложение, датируемое IX—XII веками. В Цой-Педе (Малхиста) найдена фраза (ႵႭჄჁ) «К о кх ей», возм., — «Христос этих». В Терлое на башне высечено (Ⴇ Ⴀ Ⴋ Ⴐ) — «Тамр», от женского имени Тамро, Тамара.

В аланских городищах на Кавказе, а также на Восточно-Европейской равнине обнаружены тексты рунического письма на чеченском языке. В Маяцком городище (Воронежская область) выявлены многочисленные аланские тексты. В частности на меловом блоке крепостной стены (Маяцкое-6) обнаружен текст на чеченском языке: 

ᛐᗡᐳᛳ ᗡᕡᗆ ᐳᐱᛁ ᗗ ᗘम ᐶᛉС (ųän duŋi ṣərəu ẓṷ(*rtɘ?) lɘ ʒ^ú…) «плохие лошади широковатые коре[настые] (как) чуч[ело]» чеч. won 'плохой' (чеч.-инг. *wono < нах. *waδon); чеч. din (pl. doj) 'конь (верховой)' (чеч.-инг. *din̨ ˀoj < нах. *doˀn̨ oj); чеч. šüjrō (-nig) comp. 'широковатый' от šüjra 'широкий' (чеч.-инг. *šervo- ~ -v ); чеч. zortala (-nig) 'плотный, крепко сложенный, коренастый'; чеч. zˁȫma-lg ~ zˁijma-rg 'чучело' (< *zˁojme-; второй вариант чеч. формы отражает инг. соответствие).

также встречаются и отдельно записаные слова например: ᑐᗗ lɘn (подкова). Почти все аланские тексты Кавказа и обширной территории Восточно-Европейской равнины написаны на осетинском (дигорский диалект) и чеченском языках.

### Новое время и современность

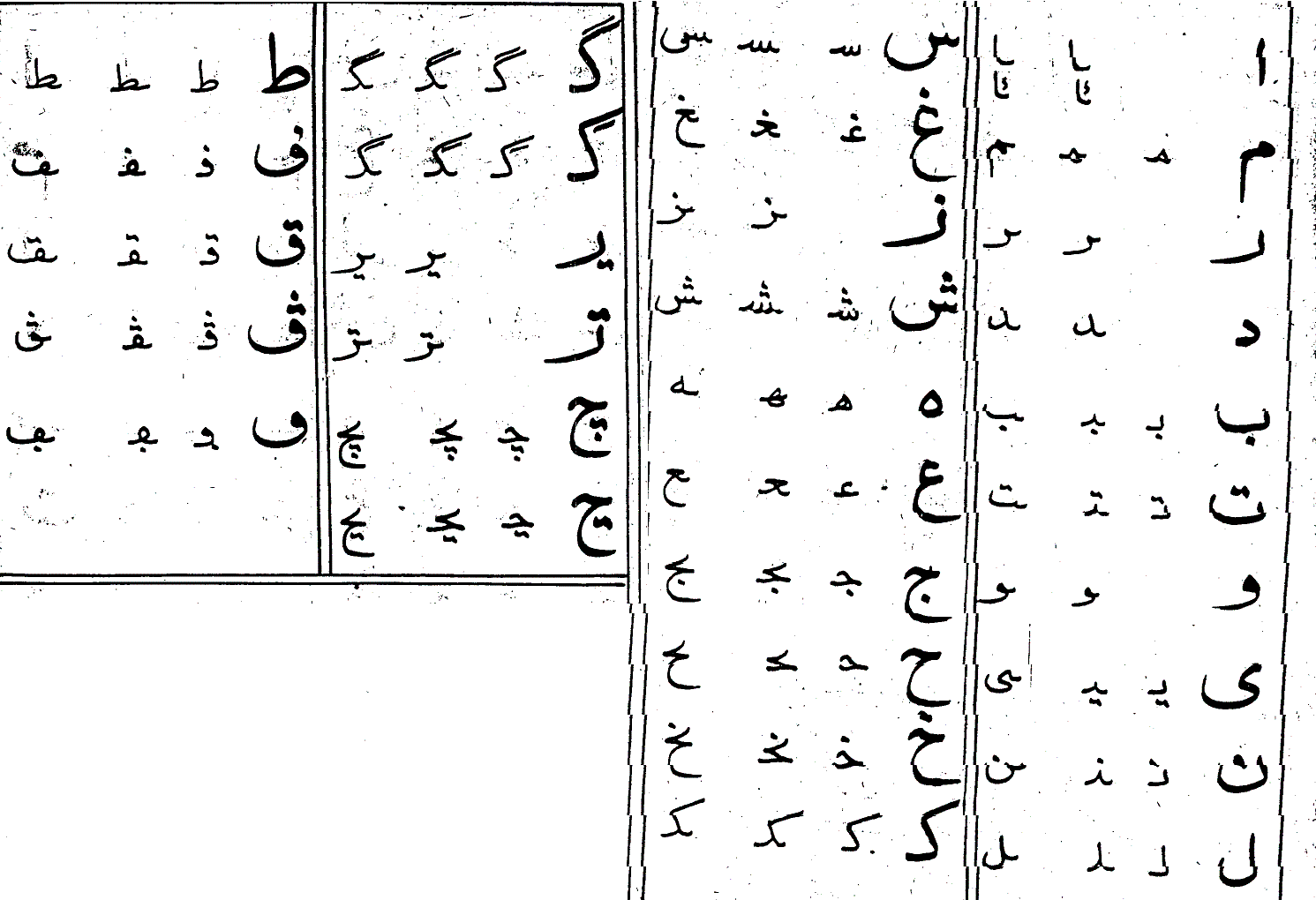
Чеченская письменность на основе арабской графики. 1925 год.

С распространением ислама в Чечне утвердилась арабская письменность, которым записаны тексты чеченских летописей «Тептаров» (сохранились оригиналы летописей некоторых чеченских кланов). Ограниченно с 1862 года существовала чеченская письменность на кириллице, созданная П. К. Усларом, но не получившая большого распространения. В 1925 году была введена письменность на латинской основе. В 1938 году её сменила кириллица, действующая по настоящее время. В 1990-е годы была предпринята попытка восстановить латинизированный алфавит.
Современный чеченский алфавит:
| А а | Аь аь | Б б   | В в   | Г г   | ГӀ гӀ | Д д   | Е е   | Ё ё | Ж ж   |
| З з | И и   | Й й   | К к   | Кх кх | Къ къ | КӀ кӀ | Л л   | М м | Н н   |
| О о | Оь оь | П п   | ПӀ пӀ | Р р   | С с   | Т т   | ТӀ тӀ | У у | Уь уь |
| Ф ф | Х х   | Хь хь | ХӀ хӀ | Ц ц   | ЦӀ цӀ | Ч ч   | ЧӀ чӀ | Ш ш | Щ щ   |
| Ъ ъ | Ы ы   | Ь ь   | Э э   | Ю ю   | Юь юь | Я я   | Яь яь | Ӏ   |       |

В чеченском языке отсутствуют звуки букв -ё-, -ф-, -щ-, -ы-. Звуки, обозначаемые этими буквами не являются исконными для чеченского языка. Тем самым, эти звуки не входят в состав звуков-знаков данного языка.

## Лингвистическая характеристика

### Фонетика и фонология
Фонетическая система отличается сложностью вокализма (краткие, долгие, умлаутированные, простые гласные, дифтонги, трифтонги, слабо выраженная назализация гласных, в общем выделяют 44 гласных) и консонантизма (простые, геминированные, абруптивные, фарингальные согласные).

#### Согласные
Языки Кавказа имеют наибольшее количество звуков после языков Африки. Чеченский имеет хотя и меньшее, чем абхазо-адыгские и дагестанские языки, большое количество согласных звуков, которых насчитывается от 40 до 60 (в зависимости от диалекта и анализа), что больше, чем в европейских языках.
|               | Губные                             | Альвеолярные                              | Постальвеолярные             | Заднеязычные       | Увулярные      | Фарингальные | Глоттальные |
| ------------- | ---------------------------------- | ----------------------------------------- | ---------------------------- | ------------------ | -------------- | ------------ | ----------- |
| Носовые       | [m] [mˤ]                           | [n] [nˤ]                                  |                              |                    |                |              |             |
| Взрывные      | [pʰ] [b] [pʼ] [pː] [pˤ] [bˤ] [pːˤ] | [tʰ] [d] [tʼ] [tː] [tˤ] [dˤ] [tːˤ]        |                              | [kʰ] [ɡ] [kʼ] [kː] | [qʰ] [qʼ] [qː] | [ʡ]          | [ʔ] ([ʔˤ])  |
| Аффрикаты     |                                    | [t͡sʰ] [d͡z] [tsʼ] [t͡sː] [t͡sˤ] [d͡zˤ] [t͡sːˤ] | [t͡ʃʰ] [d͡ʒ] [t͡ʃʼ] [t͡ʃˤ] [d͡ʒˤ] |                    |                |              |             |
| Фрикативные   | ([f]) ([v])                        | [s] [z] [sˤ] [zˤ]                         | [ʃ] [ʒ] [ʃˤ] [ʒˤ]            | [x] [ʁ]            | [x] [ʁ]        | [ʜ]          | [h]         |
| Ротические    |                                    | [r] [r̥] [rˤ]                              |                              |                    |                |              |             |
| Аппроксиманты | [w] ([ɥ]) [wˤ]                     | [l] [lˤ]                                  | [j]                          |                    |                |              |             |

### Грамматика
Морфологическая система чеченского языка — агглютинативно-флективная. Существительное имеет 6 грамматических классов, многопадежное склонение, глагольные категории класса, времени, наклонения, вида.

#### Именные классы
Каждое существительное в чеченском языке относится к одному из 6 именных классов, по которым некоторые прилагательные, глаголы и также числительное диъ («четыре») согласуются с существительными с помощью четырёх префиксов д-, б-, й- и в-.
| Именной класс  | Пример существительного | Префикс в ед. ч. | Префикс во мн. ч. | Согласование в ед. ч.        | Согласование во мн. ч.          |
| -------------- | ----------------------- | ---------------- | ----------------- | ---------------------------- | ------------------------------- |
| 1. Класс в-    | кӏант (мальчик)         | в-               | б- / д-           | веза кӏант «тяжёлый мальчик» | беза кӏентий «тяжёлые мальчики» |
| 2. Класс й-    | зуда (женщина)          | й-               | б- / д-           | йеза зуда «тяжёлая женщина»  | беза зударий «тяжёлые женщины»  |
| 3. Класс й- II | пхьагал (заяц)          | й-               | й-                | йеза пхьагал «тяжёлый заяц»  | йеза пхьагалаш «тяжёлые зайцы»  |
| 4. Класс д-    | наж (дуб)               | д-               | д-                | деза наж «тяжёлый дуб»       | деза нежаш «тяжёлые дубы»       |
| 5. Класс б-    | мангал (коса)           | б-               | б-,ю-             | беза мангал «тяжёлая коса»   | беза мангалаш «тяжёлые косы»    |
| 6. Класс б- II | Ӏаж (яблоко)            | б-               | д-                | беза Ӏаж «тяжёлое яблоко»    | деза Ӏежаш «тяжёлые яблоки»     |

Глаголы не изменяются по лицам, но изменяются по классам.
Непереходные глаголы согласуются по классу с подлежащим:
- КӀант («мальчик») цӏа («домой») воьду («идёт») — «мальчик идёт домой»

Переходные глаголы согласуются с прямым дополнением:
- КӀанта («мальчик») кехат («письмо») доьшу («читает») — «мальчик читает письмо»

Слова, обозначающие людей мужского пола, относятся к первому классу, а слова, обозначающие людей женского пола, ко второму. Остальные четыре класса объединяют все, что не является человеком, за исключением слова Дела («Бог»), относящегося к первому классу, и таких слов, как адам («человек»), бер («ребёнок») и нускал («невеста»), которые относятся к четвёртому классу. В этих классах нет строгого распределения, и необходимо знать, к какому классу принадлежит каждое слово.

#### Глагол-связка (копула)
В отличие от русского языка, глагол-связка «быть» в чеченском не опускается в настоящем времени и согласуется с подлежащим по классу.
- Хьо («ты») лекха («высокий») ву («есть») — «ты высокий»
- Хьо («ты») лекха («высокий») ю («есть») — «ты высокая»
- И («тот») дитт («дерево») доккха («большой») ду («есть») — «то дерево большое»
- Хӏорд («море») кӏорга («глубокий») бу («есть») — «море глубокое»

В прошедшем времени -у заменяется на -ара, а в будущем перед ним добавляется хир:
- Хьо лекха вара — «ты был высоким»
- Хьо лекха хир ву — «ты будешь высоким»

В отрицательном предложении -у заменяется на -ац:
- Хӏорд кӏорга бац — «море не глубокое»
- Хӏорд кӏорга бацара— «море не было глубоким»
- Хӏорд кӏорга хир бац — «море не будет глубоким»

В вопросительном наклонении к нему добавляется -й или -ий:
- Хӏорд кӏорга буй? — «глубокое ли море?»
- Хӏорд кӏорга барий? — «было ли море глубоким?»
- Хӏорд кӏорга хир буй? — «будет ли море глубоким?»

#### Падеж
Чеченский язык обладает следующими падежами:
| Падежи        | Окончания в ед. ч.     | Окончания во мн. ч. | Вопросы                |
| ------------- | ---------------------- | ------------------- | ---------------------- |
| Абсолютивный  | -                      | -(а)ш, -и(й)        | Кто? что? кого? что?   |
| Родительный   | -(а)н                  | -ийн, -ин           | Чей? Чего?             |
| Дательный     | -на                    | -(а)шана            | Кому? Чему?            |
| Эргативный    | -о, -(а)с, -а          | -(а)ша              | Кто? Что?              |
| Вещественный  | -х, -ах                | -ях, -их            | О ком? О чём? От чего? |
| Творительный  | -ца                    | -(а)шца             | С кем? Чем?            |
| Местный       | -ахь, -ехь, -гахь      | -(а)шкахь           | У кого? У чего? Где?   |
| Аллатив       | -е, -га                | -(а)шка             | К кому? К чему?        |
| Аблатив       | -ра, -ера, -гара       | -ара, -(а)шкара     | От кого? от чего?      |
| Пролатив      | -хула, -ехула, -гахула | -ахула, -(а)шкахула | Через кого? Через что? |
| Сравнительный | -л, -ал                | -ял, -ил            | Чем кто? Чем что?      |

Подлежащее, чьё сказуемое выражено переходным глаголом, ставится в эргативный падеж, одним из окончаний которого является -о:
- Говро («лошадь») хи («вода») молу («пьёт») — «лошадь пьёт воду»

Подлежащее, чьё сказуемое выражено непереходным глаголом, и прямое дополнение ставятся в абсолютивный падеж, который не имеет своего окончания:
- Говр («лошадь») йоду («бегает») — «лошадь бегает»
- Цо («он») говр («лошадь») дӏахийцира («отпустил») — «он отпустил лошадь»

#### Множественое число
Множественное число формируется добавлением -ш, -й, -ий, -наш, -рий и  других окончаний. При этом могут происходить изменения в корне слова.
| Ед. ч.             | Мн. ч.               |
| ------------------ | -------------------- |
| Хи (вода)          | Хиш (воды)           |
| Сай (олень)        | Сеш (олени)          |
| Зезаг (цветок)     | Зезагаш (цветы)      |
| Лам (гора)         | Лаьмнаш (горы)       |
| ГIала (город)      | ГIаланаш (города)    |
| ГIаж (палка)       | ГIожмаш (палки)      |
| ДегI (тело)        | Догӏмаш (тела)       |
| Шо (год)           | Шераш (годы)         |
| Хьех (пещера)      | Хьехарш (пещеры)     |
| ЦIа (дом)          | ЦIенош (дома)        |
| Са (душа)          | Синош (души)         |
| Да (отец)          | Дай (отцы)           |
| Хьехархо (учитель) | Хьехархой (учителя)  |
| Накъост (товарищ)  | Накъостий (товарищи) |
| Кхокха (голубь)    | Кхокхий (голуби)     |
| Ваша (брат)        | Вежарий (братья)     |
| Зуда (женщина)     | Зударий (женщины)    |
| Хьоза (воробей)    | Хьозарчий (воробьи)  |
| Ча (медведь)       | Черчий (медведи)     |
| Борз (волк)        | Берзалой (волки)     |
| Бож (козёл)        | Бежалой (козлы)      |

К именам и фамилиям добавляется окончание -гӏар:
- Исаев > Исаевгӏар (Исаевы)

В некоторых случаях используется отдельное слово для множественной формы:
- ЙоI (девушка) > мехкарий (девушки)[83][84][85]
- Стаг (человек) > наx (люди)[84][86]
- Етт (корова) > хьелий (коровы)[87][88]

Некоторые слова используются исключительно во множественной форме, например: аьшпаш (ложь), халарш (шлея), гIоьмаш (ручные кандалы).

#### Прилагательное
Прилагательные в чеченском языке ставятся перед существительными и имеют две формы склонения — самостоятельное и несамостоятельное.
| Несамостоятельное склонение | Несамостоятельное склонение | Самостоятельное склонение | Самостоятельное склонение |               |
| Ед. ч. «Красный флаг»       | Мн. ч. «Красные флаги»      | Ед. ч. «Красный»          | Мн. ч. «Красные»          |               |
| --------------------------- | --------------------------- | ------------------------- | ------------------------- | ------------- |
| Абсолютивный                | ЦӀен байракх                | ЦӀен байракхаш            | ЦӀениг                    | ЦӀенаш        |
| Родительный                 | ЦӀечу байракхан             | ЦӀечу байракхийн          | ЦӀечун                    | ЦӀечеран      |
| Дательный                   | ЦӀечу байракхана            | ЦӀечу байракхашна         | ЦӀечуна                   | ЦӀечарна      |
| Эргативный                  | ЦӀечу байракхо              | ЦӀечу байракхаша          | ЦӀечо                     | ЦӀечара       |
| Вещественный                | ЦӀечу байракхах             | ЦӀечу байракхийх          | ЦӀечух                    | ЦӀечарах      |
| Творительный                | ЦӀечу байракхаца            | ЦӀечу байракхашца         | ЦӀечуьнца                 | ЦӀечаьрца     |
| Местный                     | ЦӀечу байракхехь            | ЦӀечу байракхашкахь       | ЦӀечуьнгахь               | ЦӀечаьргахь   |
| Аллатив                     | ЦӀечу байракхе              | ЦӀечу байракхашка         | ЦӀечуьнга                 | ЦӀечаьрга     |
| Аблатив                     | ЦӀечу байракхера            | ЦӀечу байракхашкара       | ЦӀечуьнгара               | ЦӀечаьргара   |
| Пролатив                    | ЦӀечу байракхехула          | ЦӀечу байракхашкахула     | ЦӀечуьнгахула             | ЦӀечаьргахула |
| Сравнительный               | ЦӀечу байракхал             | ЦӀечу байракхийл          | ЦӀечул                    | ЦӀечарал      |

Лишь небольшое количество прилагательных изменяется по классам: доккха («большой»), дайн («лёгкий»), деза («тяжёлый»), деха («длинный»), доца («короткий»), довха («тёплый»), декъа («сухой»), дуькъа («густой»), дуткъа («тонкий»), дораха («дешёвый»), дехка («гнилой»), деса («пустой»), дерстана («жирный»), дерзана («голый»), даьсса («пустой»), декъан («тощий»), дуьзна («полный»).

#### Личное местоимение
Чеченский язык имеет личные местоимения в трёх лицах и в двух числах, а также различает инклюзивную («мы, включая тебя/вас») и эксклюзивную («мы, не включая тебя/вас») формы в 1-м лице множественного числа.
| Падежи        | Я         | Мы (экс.)  | Мы (инкл.) | Ты         | Вы        | Он/она/оно | Они        |
| ------------- | --------- | ---------- | ---------- | ---------- | --------- | ---------- | ---------- |
| Абсолютивный  | Со        | Тхо        | Вай        | Хьо        | Шу        | И/Иза      | Уьш        |
| Родительный   | Сан       | Тхан       | Вайн       | Хьан       | Шун       | Цуьнан     | Церан      |
| Дательный     | Суна      | Тхуна      | Вайна      | Хьуна      | Шуна      | Цунна      | Царна      |
| Эргативный    | Аса       | Оха        | Вай        | Ахьа       | Аша       | Цо         | Цара       |
| Вещественный  | Сох       | Тхох       | Вайх       | Хьох       | Шух       | Цунах      | Царах      |
| Творительный  | Соьца     | Тхоьца     | Вайца      | Хьоьца     | Шуьца     | Цуьнца     | Цаьрца     |
| Местный       | Соьгахь   | Тхоьгахь   | Вайгахь    | Хьоьгахь   | Шуьгахь   | Цуьнгахь   | Цаьргахь   |
| Аллатив       | Соьга     | Тхоьга     | Вайга      | Хьоьга     | Шуьга     | Цуьнга     | Цаьрга     |
| Аблатив       | Соьгара   | Тхоьгара   | Вайгара    | Хьоьгара   | Шуьгара   | Цуьнгара   | Цаьргара   |
| Пролатив      | Соьгахула | Тхоьгахула | Вайгахула  | Хьоьгахула | Шуьгахула | Цуьнгахула | Цаьргахула |
| Сравнительный | Сол       | Тхол       | Вайл       | Хьол       | Шул       | Цул        | Царал      |

Возвратные местоимения
Каждое местоимение в чеченском имеет свою возвратную форму:
| Падежи        | Я сам     | Мы сами (экс.) | Мы сами (инкл.) | Ты сам     | Вы сами   | Он/она/оно сам (-а, -о) | Они сами  |
| ------------- | --------- | -------------- | --------------- | ---------- | --------- | ----------------------- | --------- |
| Абсолютивный  | Со        | Тхаьш          | Ваьш            | Хьо        | Шаьш      | Ша                      | Шаьш      |
| Родительный   | Сайн      | Тхайн          | Вешан           | Хьайн      | Шайн      | Шен                     | Шайн      |
| Дательный     | Сайна     | Тхаьшна        | Ваьшна          | Хьайна     | Шайна     | Шена                    | Шайна     |
| Эргативный    | Айса      | Тхай           | Ваьш            | Айхьа      | Шай       | Ша                      | Шаьш      |
| Вещественный  | Сайх      | Тхайх          | Ваьшха          | Хьайх      | Шайх      | Шех                     | Шайх      |
| Творительный  | Сайца     | Тхайца         | Ваьшца          | Хьайца     | Шайца     | Шеца                    | Шайца     |
| Местный       | Сайгахь   | Тхайгахь       | Ваьшкахь        | Хьайгахь   | Шайгахь   | Шегахь                  | Шайгахь   |
| Аллатив       | Сайга     | Тхайга         | Ваьшка          | Хьайга     | Шайга     | Шега                    | Шайга     |
| Аблатив       | Сайгара   | Тхайгара       | Ваьшкара        | Хьайгара   | Шайгара   | Шегара                  | Шайгара   |
| Пролатив      | Сайгахула | Тхаьшкахула    | Ваьшкахула      | Хьайгахула | Шайгахула | Шегахула                | Шайгахула |
| Сравнительный | Сайл      | Тхайл          | Вайл            | Хьайл      | Шайл      | Шел                     | Шайл      |

В чеченском языке возвратные местоимения могут использоваться в тех случаях, когда в русском используются обычные местоимения:
- Цо аьллера ахь шена гӏо дийр ду — «он сказал, что ты поможешь ему (самому)»
- Цо аьллера ахь цунна гӏо дийр ду — «он сказал, что ты поможешь ему (другому)»

Возвратное местоимение шена («ему самому») в первом примере указывает на того же человека, что и цо («он»), в то время как цунна («ему») во втором примере относится к другому человеку.

#### Указательные местоимения
Подобно прилагательным, указательные местоимения имеют самостоятельное и несамостоятельное формы склонения.
| Несамостоятельное склонение | Несамостоятельное склонение | Самостоятельное склонение | Самостоятельное склонение |                |
| Ед. ч. «Эта лошадь»         | Мн. ч. «Эти лошади»         | Ед. ч. «Этот»             | Мн. ч. «Эти»              |                |
| --------------------------- | --------------------------- | ------------------------- | ------------------------- | -------------- |
| Абсолютивный                | ХӀара говр                  | ХӀара говраш              | ХӀара                     | ХӀорш          |
| Родительный                 | ХӀокху говран               | ХӀокху говрийн            | ХӀокхуьнан                | ХӀокхеран      |
| Дательный                   | ХӀокху говрана              | ХӀокху говрашна           | ХӀокхунна                 | ХӀокхарна      |
| Эргативный                  | ХӀокху говро                | ХӀокху говраша            | ХӀокхо                    | ХӀокхара       |
| Вещественный                | ХӀокху говрах               | ХӀокху говрийх            | ХӀокхунах                 | ХӀокхарах      |
| Творительный                | ХӀокху говраца              | ХӀокху говрашца           | ХӀокхуьнца                | ХӀокхаьрца     |
| Местный                     | ХӀокху говрехь              | ХӀокху говрашкахь         | ХӀокхуьнгахь              | ХӀокхаьргахь   |
| Аллатив                     | ХӀокху говре                | ХӀокху говрашка           | ХӀокхуьнга                | ХӀокхаьрга     |
| Аблатив                     | ХӀокху говрера              | ХӀокху говрашкара         | ХӀокхуьнгара              | ХӀокхаьргара   |
| Пролатив                    | ХӀокху говрехула            | ХӀокху говрашкахула       | ХӀокхуьнгахула            | ХӀокхаьргахула |
| Сравнительный               | ХӀокху говрал               | ХӀокху говрийл            | ХӀокхул                   | ХӀокхарал      |

| Несамостоятельное склонение | Несамостоятельное склонение | Самостоятельное склонение | Самостоятельное склонение |             |
| Ед. ч. «Та лошадь»          | Мн. ч. «Те лошади»          | Ед. ч. «Тот»              | Мн. ч. «Те»               |             |
| --------------------------- | --------------------------- | ------------------------- | ------------------------- | ----------- |
| Абсолютивный                | И говр                      | И говраш                  | Иза                       | Уьш         |
| Родительный                 | Оцу говран                  | Оцу говрийн               | Оцуьнан                   | Оцеран      |
| Дательный                   | Оцу говрана                 | Оцу говрашна              | Оцунна                    | Оцарна      |
| Эргативный                  | Оцу говро                   | Оцу говраша               | Оцо                       | Оцара       |
| Вещественный                | Оцу говрах                  | Оцу говрийх               | Оцунах                    | Оцарах      |
| Творительный                | Оцу говраца                 | Оцу говрашца              | Оцуьнца                   | Оцаьрца     |
| Местный                     | Оцу говрехь                 | Оцу говрашкахь            | Оцуьнгахь                 | Оцаьргахь   |
| Аллатив                     | Оцу говре                   | Оцу говрашка              | Оцуьнга                   | Оцаьрга     |
| Аблатив                     | Оцу говрера                 | Оцу говрашкара            | Оцуьнгара                 | Оцаьргара   |
| Пролатив                    | Оцу говрехула               | Оцу говрашкахула          | Оцуьнгахула               | Оцаьргахула |
| Сравнительный               | Оцу говрал                  | Оцу говрийл               | Оцул                      | Оцарал      |

#### Артикль
В чеченском нет определённого артикля. Функцию неопределённого артикля может выполнять числительное цхьа («один»).
- Цхьа («один») зуда («женщина») хилла хьуьнчухула болчу гIашлойн новкъа шен кIант а эцна децIа йоьдуш. Цхьа («один») ча («медведь») дуьхьалъяьлла цунна — «через лес по тропинке шла женщина с сыном в дом своих родителей. Вдруг навстречу им вышел медведь»[103]

#### Время
| Времена                      | Дан (делать) | Дийца (рассказывать) |
| ---------------------------- | ------------ | -------------------- |
| Настоящее простое            | До           | Дуьйцу               |
| Настоящее длительное         | Деш ву       | Дуьйцуш ву           |
| Совершенное прошедшее        | Дина         | Дийцина              |
| Предпрошедшее                | Динера       | Дийцинера            |
| Несовершенное прошедшее      | Дора         | Дуьйцура             |
| Недавнее увиденное прошедшее | Ди           | Дийци                |
| Давнее увиденное прошедшее   | Дира         | Дийцира              |
| Длительное прошедшее         | Деш вара     | Дуьйцуш вара         |
| Будущее                      | Дийр ду      | Дуьйцур ду           |
| Длительное будущее           | Деш хир ву   | Дуьйцуш хир ву       |
| Возможное будущее            | Дор          | Дуьйцур              |

#### Наклонение
Повелительное наклонение имеет 5 видов.
- Простое повеление

В большинстве глаголов оно соответствует по форме инфинитиву:
Дийца — «говори, рассказывай»
- Вежливое повеление

Образуется добавлением -хьа или -ша к обычному виду повеления:
Дийцахьа — «пожалуйста, говори»
Дийцийша — «пожалуйста, говорите»
- Приказное повеление

Образуется добавлением -л к обычной форме повеления. Используется для просьбы или приказания, которые должны быть выполнены немедленно.
Дийцал — «говори (сейчас!)»
- Обязывающее повеление

Образуется добавлением -ахь (ед.ч) и -аш (множ.ч) к приказной форме. Используется для просьбы, которое может быть выполнено спустя некоторое время в отсутствии лица говорящего.
Дийцалахь/дийцалаш — «говори/говорите (потом, в моё отсутствие)»
- Категорическое повеление

Образуется добавлением суффикса -ийла в простому настоящему времени.
Дуьцийла — «пусть говорит»
Понудительное наклонение образуется добавлением суффикса -ийта к инфинитиву:
- Деша («читать») > дешийта («принудить читать»)

Вопросительное наклонение образуется с помощью изменения интонации или добавления к глаголам окончаний -й и -ий.
- До > дой? («делает ли?»)
- Деш ву > деш вуй? («делает ли?»)
- Дина > диний? («сделал ли?»)
- Дира > дирий? («сделал ли?»)
- Динера > динерий? («сделал ли?»)
- Дора > дорий? («делал ли?»)
- Деш вар > деш варий? («делал ли?»)
- Дийр ду > дийр дуй? («сделает ли?»)

#### Отрицание
Отрицание образуется тремя главными способами.
1) Использованием отрицательной частицы «ца» перед глаголом:
- Со ца кхетта — «Я не понял»

Она может добавляться в конце слова, но это является малоупотребительным в литературном языке:
- И хӏун ду, тхуна хаац — «что это мы не знаем»[113]

2) Использованием частицы ма при отрицательном императиве (повелении не делать что-либо):
- Ма дийца — «не рассказывай»

Она может ставиться между приставкой и корнем глагола:
- Схьа ма эцалахь цуьнгара ахча — «не бери деньги от него»

Основная форма слова —  схьаэца («взять»)
3) В глаголе ву («есть, является»), конечная -у заменяется на -ац:
- Иза лекха вац  — «он не высокий»

Слово цхьа («один») в отрицательных предложениях имеет значение «никакой», «никто»:
- Цхьа вац кхузахь — «никого здесь нет»

Также может использоваться удвоение глагола:
- Гумсет яха («пойти») ца («не») яхара («пошла») цига — «Гумсет не пошла туда»

#### Эвиденциальность
Эвиденциальность выражается с помощью «увиденных» и «неувиденных» прошедших времён.
- Увиденное недавнее прошедшее — выражает действие, произошедшее в недавнем прошлом на глазах у говорящего.

Ахьмада кехат язди — «Ахмед написал письмо (я увидел это)».
- Увиденное давнее прошедшее — также выражает увиденное, но более далёкое в прошлом действие.

Ахьмада кехат яздира — «Ахмед написал (я увидел это)»
- Неувиденное прошедшее — выражает действие, которое говорящий не увидел.

Ахьмада кехат яздина хилла — «Ахмед написал письмо (как говорят, я не видел это)».
- Неувиденное давнее прошедшее — указывает уже на более давно прошедшее действие.

Ахьмада кехат яздина хиллера — «Ахмед написал письмо (давно в прошлом)».
- Длительное неувиденное прошедшее — описывает действие, которое длилось в определённый момент и говорящий его не увидел

Малика цӏа йогӏучу хенахь Ахьмад кехат яздеш хиллера — «когда Малика шла домой, Ахмед писал письмо (я не увидел это)».

#### Послелоги
В чеченском языке используются послелоги, то есть слова, соответствующие русским «в», «на», «из» и т. д., но ставящиеся после имён существительных. Большинство послелогов управляют дательным падежом, за исключением тӏаьхьа, дехьа, сов и дуьхьа, метта, которые управляют сравнительным и родительным.
| Послелоги      | Значение                 |
| -------------- | ------------------------ |
| Цунна чохь     | В нём                    |
| Цунна чу       | В него                   |
| Цунна чуьра    | Из него                  |
| Цунна тӏехь    | На нем                   |
| Цунна тӏе      | На него                  |
| Цунна тӏера    | С него                   |
| Цунна кӏелахь  | Под ним                  |
| Цунна кӏел     | Под него                 |
| Цунна кӏелара  | Из под него              |
| Цунна хьалхахь | Перед ним                |
| Цунна тӏехьахь | Позади него              |
| Цунна уллехь   | Рядом с ним              |
| Цунна юххе     | Рядом с ним              |
| Цунна гергахь  | Рядом с ним              |
| Цунна герггахь | Совсем рядом с ним       |
| Цунна генахь   | Далеко от него           |
| Цунна геннахь  | Совсем далеко от него    |
| Цунна герга    | Близко к нему            |
| Цунна гергга   | Совсем близко к нему     |
| Цунна гена     | Далеко от него           |
| Цунна генна    | Далеко-далеко от него    |
| Царна юккъехь  | Между ними               |
| Царна юккъе    | Между ними (направление) |
| Цунна дуьхьал  | Против него              |
| Цул тӏаьхьа    | После него               |
| Цул дехьа      | За ним                   |
| Цул сов        | Больше него              |
| Цуьнан дуьхьа  | Ради него                |
| Цуьнан метта   | Вместо него              |

## Чеченская Википедия
В Википедии существует раздел на чеченском языке — «Чеченская Википедия» (чеч. Нохчийн Википеди). Создан 28 февраля 2005 года, базируется на кириллице.
На 31 июля 2025 года в Чеченской Википедии насчитывается 601 935 статьи.
С начала 2013 года это крупнейший из разделов на нахско-дагестанских языках.
На январь 2021 года по объёму тысячи статей, которые должны быть в каждой Википедии, раздел занимал 99 место, а по объёму расширенного списка из 10 000 важнейших статей — 128 место среди всех разделов Википедии.